# Jun Sky Walkers
JUN SKYWALKER(S) (En Japonés ジュン・スカイ・ウォーカーズ) (Apodados como J(S)W y ジュンスカ) es una banda de punk rock japonés, comenzaron a mediado de los años 80, llegando a ser artistas majors el año 1988, la banda fue disuelta el 14 de junio de 1997. J(S)W, junto a bandas como Boøwy y artistas como KAN y Yukata Ozaki marcaron la tendencia de la transición de los 80 y los 90.

## Integrantes
Kazuya Miyata (Voz, Compositor): Es el cerebro de la banda, compuso casi la mayoría de los temas de la banda, con una voz muy acorde a su época, dio un toque personal a cada tema de la banda. Actualmente es el vocalista de Jet-Ki.
Mori Junta (Guitarras): Junto con Miyata eran los compositores y arreglistas de casi todos los temas de J(S)W, actualmente es miembro de BARBIE ATTACK DOLL(S).
Yohito Teraoka (Bajo): Es el bajista de la banda desde 1988 hasta 1993, Teraoka es uno de los miembros más recordados de la banda, después de su retiro de la banda ha participado con artistas como Yuzu, Mr.Children, YOU, Shinobu Yoshioka entre otros, esto debido a los Golden Circle organizados por él, como también proyectos como The Little Monsters Family. Actualmente tiene una carrera como solista.
Tsuyoshi Ito (Bajo): Es el bajista original de la banda, este se retiró antes de que se convirtieran en artistas major, después de la salida de Teraoka de la banda, vuelve nuevamente y pertenece a la banda hasta su separación. También era el bajista de soporte cuando Miyata tenía una carrera de solista. Actualmente es bajista de la banda THE VANILLA
Masayuki Kobayashi (Batería): Sus persuciones podían variar desde el sonido netamente punk hasta llegar a suaves y agradables ritmos, sin dejar el rock de lado. Posteriormente fue baterista de la banda de rock POTSHOT

## Discografía

### Singles
1. Suteki na Yozora
2. Aruite Ikou
3. Shiroi Kurisumasu
4. START
5. Tsumekon da HAPPY
6. Dakara Jiyuu ha Koko ni aru
7. Message
8. Kun ga Kagayaki Tsudukeru you ni
9. 100% Muteki
10. Saraba Itoshiki Kikentachi yo
11. Itoshii Hito yo

### Álbumes
1. J(S)W (Álbum Independiente)
2. Zenbu kono Mama de
3. Hitotsu Dakishimete
4. Aruite Ikou
5. Let's Go Hibari-hills
6. START
7. TOO BAD
8. STAR BLUE
9. DAYS
10. nine
11. EXIT

### Compilaciones
1. ONE
2. April 3-4 1993 LIVE at Hibiya Yagai Ongaku Dou (Disco en vivo)
3. Ballad One
4. FINAL BEST 1987 - 1997 MY GENERATION
5. WALK TOWARDS THE FUTURE - JUN SKY WALKER(S) BEST-
6. J(S)W Keep Walking
7. WALK TOWARDS THE FUTURE - JUN SKY WALKER(S) TRIBUTE-

### DVD
1. LIVE Teikoku JUN SKY WALKER (S)
2. SPACE SHOWER ARCHIVE JUN SKY WALKER ( S ) LIVE 9011

## Links
Sitios de los miembros
- Kazuya Miyata
- Mori Junta
- Yohito Teraoka
- Tsuyoshi Ito
- Masayuki Kobayashi

Bandas de los Miembros
- Jet-Ki (Kazuya Miyata)
- BARBIE ATTACK DOLL(S) (Mori Junta)
- Yohito Teraoka
- THE VANILLA (Tsuyoshi Ito)
- POTSHOT (Masayuki Kobayashi)

Fansites y Otros
- please, please, please
- badboy(s) city
- BALA-BALA
- STARDUST
- Akai Knife (enlace roto disponible en Internet Archive; véase el historial, la primera versión y la última).

- J(S)W en oops music
- Lista de Discos Lanzados por J(S)W
- Reviews de los Álbumes de J(S)W

- Datos: Q11226661